# Friedrich Heinrich von Seckendorff

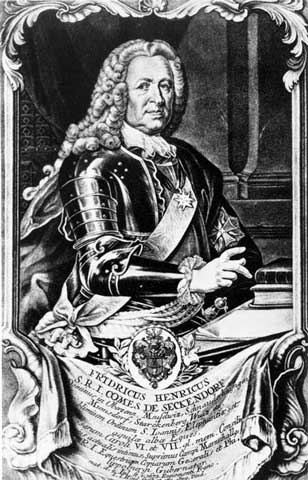

Friedrich Heinrich Reichsgraf von Seckendorff, född 5 juli 1673 i Königsberg in Bayern, död 23 november 1763 i Meuselwitz, var en österrikisk-tysk militär, diplomat och fältmarskalk. Han var i tjänst hos furstehuset Habsburg i Österrike, men senare gick han med i bayerska armén.
Han var son till en officer från hertigdömet Sachsen-Gotha och sonson till en tysk statsman, Veit Ludwig von Seckendorff. Han studerade juridik vid universiteten i Jena, Leipzig och Leiden. 1693 började han sin militärtjänst i Sachsen-Gothas armé och 1697 i Ansbachs armé (hans regemente överfördes 1698 till den kejserliga armén).